# Marienhof (Nauen)
Marienhof ist ein Wohnplatz im Ortsteil Ribbeck der Stadt Nauen im Landkreis Havelland im Land Brandenburg.

## Geografische Lage
Der Wohnplatz liegt rund neun Kilometer nordwestlich des Stadtzentrums und dort nördlich des Ortskerns von Ribbeck. Nördlich liegt mit Lindholzfarm ein Wohnplatz von Selbelang, einem Ortsteil der Gemeinde Paulinenaue, gefolgt von Bergerdamm, einem Ortsteil der Stadt Nauen. Südöstlich liegt der weitere Nauener Ortsteil Berge, südwestlich der bereits erwähnte Ortsteil Selbelang. Der überwiegende Teil der Gemarkung wird landwirtschaftlich genutzt und durch den Graben 40/48 entwässert. Die Wohnbebauung konzentriert sich auf wenige Gehöfte im Zentrum des Wohnplatzes, der von der Straße Marienhof sowohl von Norden wie auch von Südwesten und Südosten erschlossen wird.

## Geschichte
Marienhof entstand als Vorwerk des Gutes in Ribbeck und gehörte damit den Herren von Ribbeck. Ihr Gutsbezirk wurde im Jahr 1928 mit der Gemeinde Ribbeck vereinigt. In der Landgemeinde von 1931 erschien der Marienhof als Wohnplatz neben den weiteren Wohnplätzen Meierei Ribbeck und Uhlenburg, 1957 auch mit dem Wohnplatz Schäferhorst. Im 21. Jahrhundert befindet sich auf dem Gelände ein Kinderbauernhof.